# 島津師久
島津 師久（しまづ もろひさ）は、南北朝時代の武将。島津氏6代当主（総州家初代当主）。

## 生涯
5代当主・島津貞久の三男として誕生。
足利尊氏に属して武功を挙げたため、薩摩国内や肥前国内の地頭に任じられた。父の死の直前である正平18年/貞治2年（1363年）4月、次兄・宗久が早世した為、父から家督と薩摩守護職を継ぐこととなった（大隅守護職は弟・氏久が継ぎ、奥州家の祖となった）。これが総州家の始まりである。その後、家督を子・伊久に譲っている。
天授元年/永和元年（1375年）、今川了俊の謀略で少弐冬資が暗殺されると（水島の変）、この行為に激怒して了俊と対立した。翌年3月、52歳で死去。墓所は初め川内隈之城の称名寺跡にあったが、後に福昌寺跡に改葬された。